# Laguna di Venezia

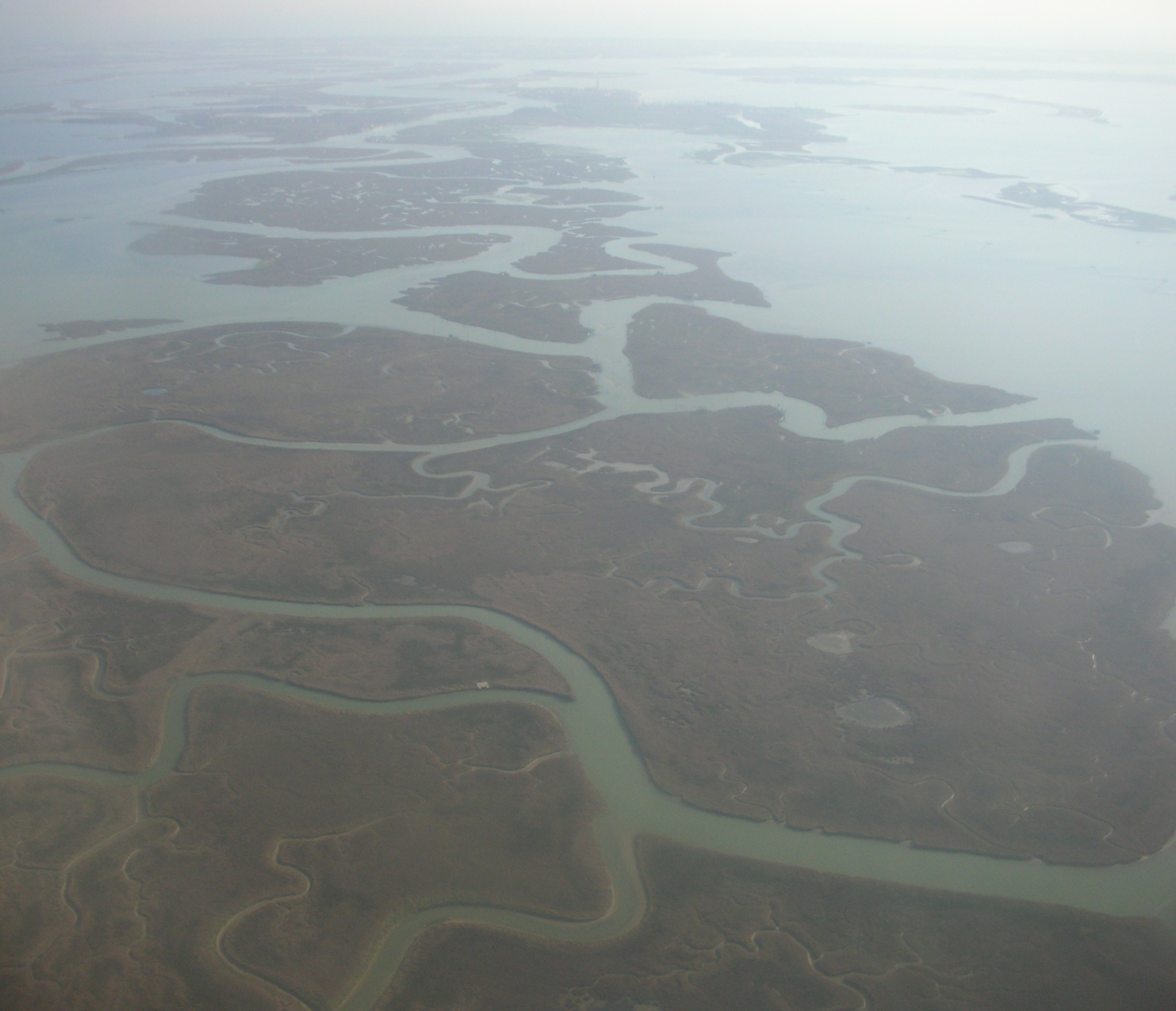
Veduta aerea con vista su barene

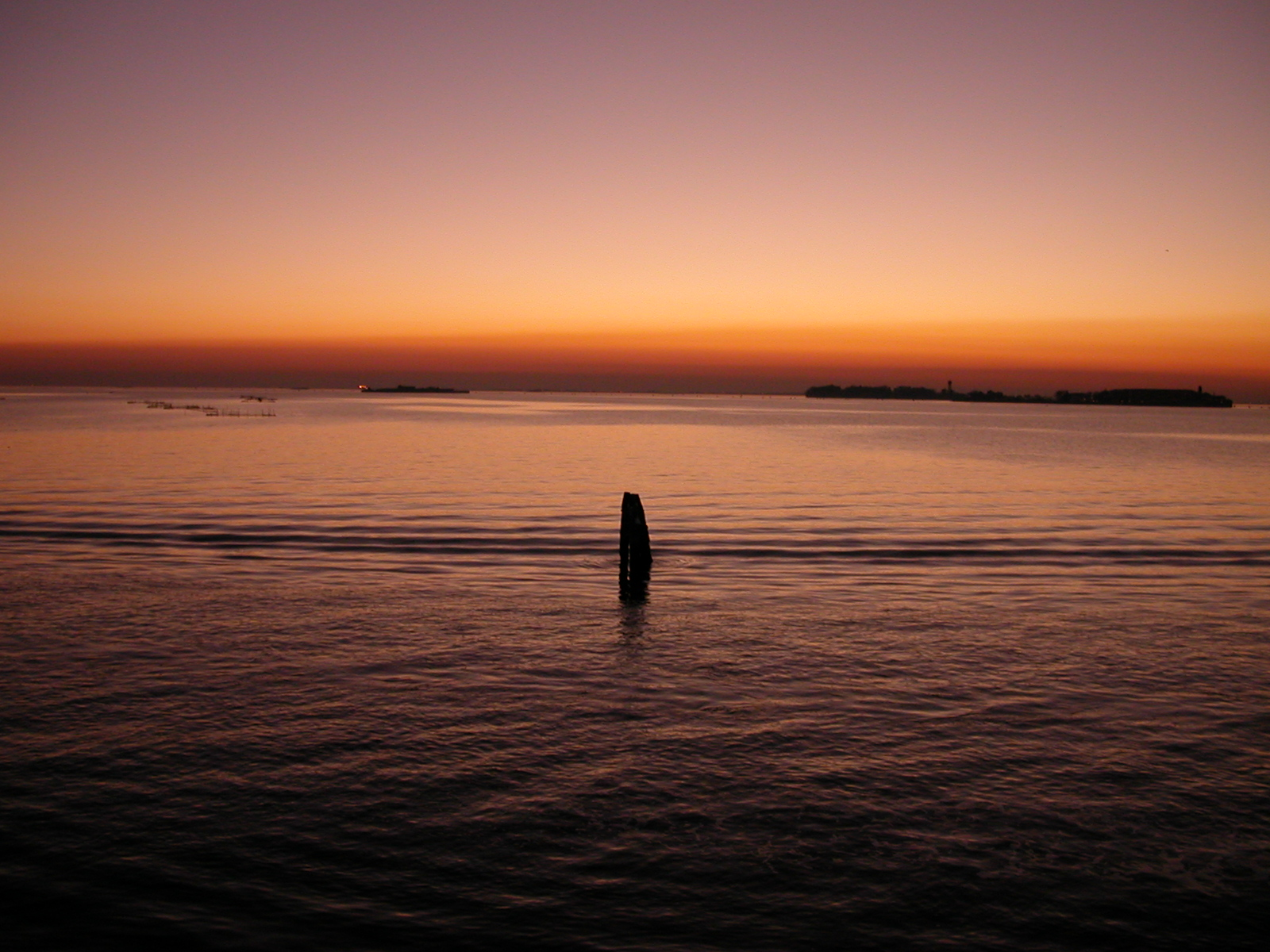
Tramonto in laguna

La Laguna di Venezia, o Laguna veneta (in dialetto veneziano Ƚaguna de Venesia o Ƚaguna vèneta), è una laguna italiana dell'Alto Adriatico, situata lungo le coste centro-settentrionali e meridionali del Veneto.
È la laguna più estesa del Mar Mediterraneo, con una superficie di circa 550 km², di cui l'8% formati da terraferma (Venezia stessa e molte isole minori), circa l'11% permanentemente composto d'acqua o canali dragati e circa l'80% costituiti da piane di marea o le artificiali casse di colmata.
L'intero territorio è stato inserito nel 1987 nella lista del patrimonio mondiale dell'umanità dall'UNESCO.

## Storia

### Preistoria ed età oscura
Durante le ere glaciali, la regione era occupata da terre emerse che non escludono l'esistenza di villaggi preistorici. Circa 6.000 anni fa, in seguito all'ingressione marina olocenica, si formò la laguna ma, come provato da studi basati, ad esempio, sui carotaggi, il territorio fu per molto tempo instabile, con continue variazioni del livello del mare e della posizione dei litorali. Questi fenomeni possono aver contribuito a nascondere le tracce della presenza umana in età antica che, per questo motivo, è assai controversa e descritta solo da supposizioni.
I pochi ritrovamenti constano in manufatti di selce, punte di frecce e simili, alcuni databili al II millennio a.C. Ben diversa la situazione nell'immediato entroterra, dove sono stati rinvenuti addirittura resti di villaggi. Si può dunque supporre che allora la laguna fosse frequentata come fonte di sostentamento in cui praticare caccia, pesca e raccolta, ma mai come luogo abitato stabilmente.
Dopo il 1000 a.C. il clima, fattosi più freddo e piovoso, ha in breve tempo reso più stabile geologicamente la laguna, favorendo l'intensificarsi della presenza umana. Sono di questo periodo i primi reperti di quelle che diverranno poi Altino, Spina, Adria e Aquileia. Questi primi insediamenti erano ben lungi dal divenire i grandi centri portuali che saranno poi, ma la laguna era già allora coinvolta, come testimonia la presenza di manufatti etruschi e greci, in intensi traffici commerciali.

### Periodo romano
Nonostante la presenza di grandi centri portuali nell'entroterra, non è mai stata chiarita la consistenza della presenza umana nel luogo in età romana. Numerosi sono i riferimenti nelle opere antiche, ma non hanno risolto molto i dubbi, non essendo mai molto approfondite. Strabone parla del clima (buono, anche se umido e instabile) e di villaggi eretti su palafitte e collegati al mare da canali; Vitruvio pure ne sottolinea il clima salubre; Plinio il Vecchio parla di canali artificiali trasversali usati per facilitare la navigazione; Marziale addirittura loda i lidi di Altino paragonandoli a quelli di Baia, che era tra le più rinomate località di villeggiatura del tempo.
I reperti archeologici riescono a dare un quadro più preciso. Sono frequenti, specie nella laguna settentrionale, i rinvenimenti di anfore, cocci di vasellame e simili. Ritrovamenti importanti sono stati fatti a Torcello, Mazzorbo e presso le scomparse Costanziaco e Ammiana, segno di una presenza sparsa, ma stabile. Sicura da tempo è l'esistenza del porto di Clodia, l'attuale Chioggia. Addirittura, presso Malamocco sono stati rinvenuti i resti di una cinta muraria, con materiale risalente all'età romana e alcuni reperti nei dintorni di Torcello proverebbero l'esistenza di vere e proprie ville. Altro materiale dimostra l'esistenza di saline e mulini, che fanno pensare ad aree bonificate e coltivate.
Si può pensare allora a una laguna vitale. Sulle sue rive si affacciavano i porti che attiravano le rotte commerciali. All'interno si avevano vaste zone sfruttate per la caccia e la pesca, ma anche saline e campagne bonificate, con centri abitati e apprezzate "località turistiche". Molto probabilmente a quel tempo la laguna era divisa nei quattro bacini attuali, ma con terre emerse a dividerli in corrispondenza degli attuali spartiacque. Solo così viene a spiegarsi la funzione di porto padovano per il borgo di Malamocco, che si trova al centro di uno spartiacque.

### Medioevo
Nel corso dell'Alto Medioevo, con lo spopolamento dei maggiori centri urbani della terraferma, la laguna di Venezia fu un fiorire di centri urbani più o meno importanti, che poi declinarono con il parallelo sviluppo di Venezia, sino a scomparire in gran parte.

Albiola (scomparsa)
Ammiana (scomparsa)
Ammianella (scomparsa)
Bureana (odierna Burano)
Clodia Maior (odierna Chioggia)
Clodia Minor (odierna Sottomarina)
Costanziaco (scomparsa)
Lio Maior (scomparso)
Lio Minor (odierno Lio Piccolo)
Maiurbo (odierna Mazzorbo: semi-disabitata)
Metamauco (scomparsa)
Mureana (odierna Murano)
Olivolo (odierno Castello, oggi parte di Venezia)
Pastene (odierna Pellestrina)
Popilia (odierna Poveglia: disabitata)
Rivoalto (odierno Rialto, oggi parte di Venezia)
Spinalonga (odierna Giudecca, oggi parte di Venezia)
Turricello (odierna Torcello: semi-disabitata)
Tre Porti (odierna Treporti)
Vigilia (scomparsa)

A queste si aggiungevano poi una miriade di isole minori e insediamenti monastici.

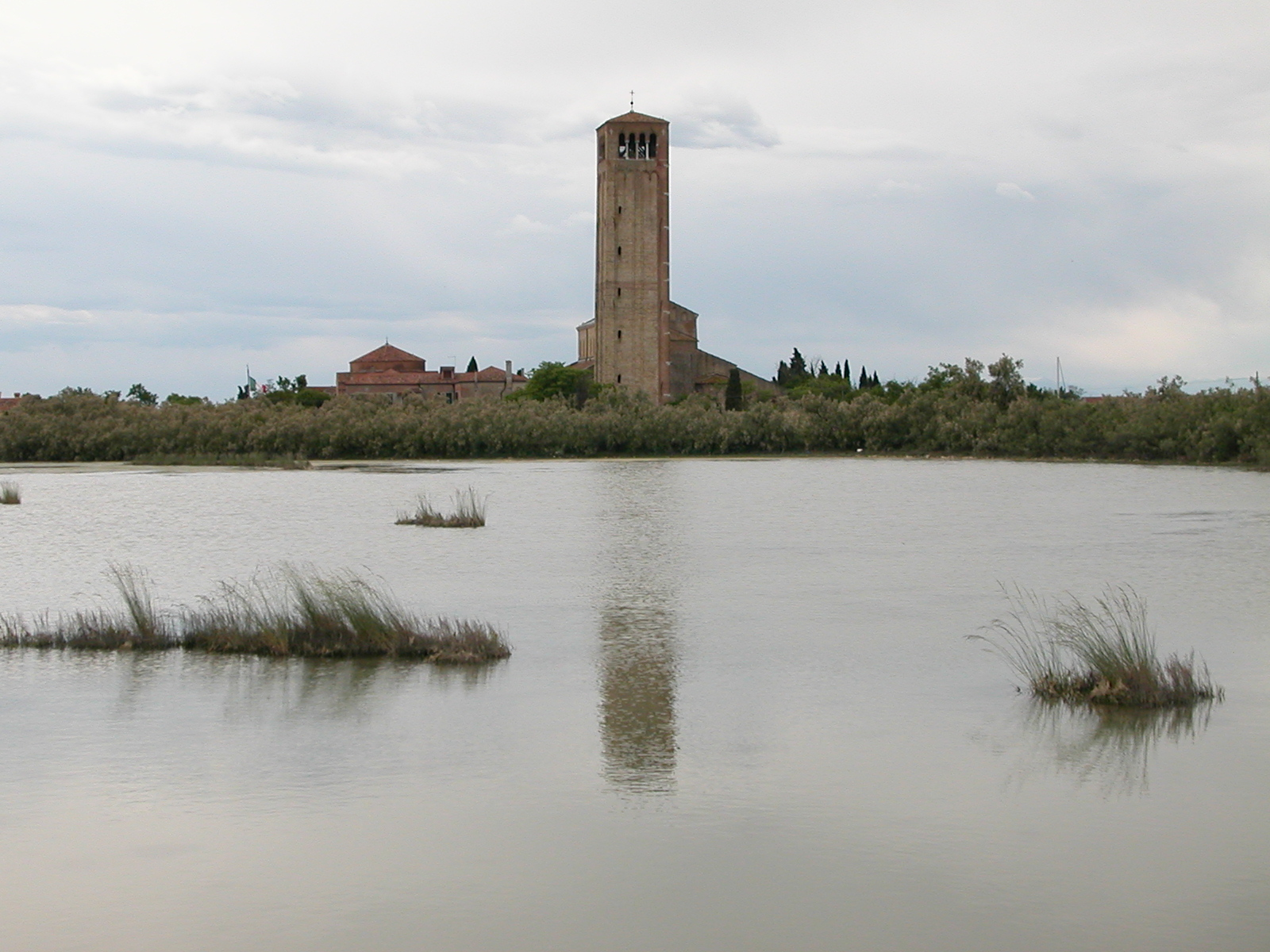
L'isola di Torcello vista dalla laguna

Un popolamento più denso e stabile si ebbe però a partire dal V-VI secolo d.C., quando la laguna servì da rifugio alle genti romane in fuga dalle invasioni barbariche. La crisi e la conseguente caduta di Roma aveva infatti provocato il deterioramento delle infrastrutture e delle vie di comunicazione, sicché la Laguna si trovò di fatto a essere isolata.
A questo concorse anche l'alluvione del 589 (la cosiddetta Rotta della Cucca) che mutò il corso dei maggiori immissari, quali il Brenta e il Sile e che probabilmente sommerse gli spartiacque unendo i quattro bacini a formare un'unica laguna come oggi la conosciamo. Il flusso di profughi si intensificò con l'arrivo dei Longobardi (641) e a questo periodo risale la fondazione dei maggiori centri quali Torcello, Murano, Burano, Mazzorbo, Ammiana e Costanziaco. Precedente forse la fondazione di Rialto (V secolo) e delle altre isole che oggi compongo Venezia, tuttavia, almeno per tutto l'Alto Medioevo non ebbero un ruolo fondamentale nella storia della laguna, oscurate dall'importanza degli insediamenti appena citati.
In epoca romana Venezia era il nome della regione nordorientale d'Italia, la Regio X Venetia et Histria, ma in questo periodo passò a designare, col nome di Venezia marittima, la sola fascia costiera tra le lagune di Venezia e Grado. In seguito alle campagne di Giustiniano, la regione fu sottomessa, sebbene con una certa autonomia, all'Impero Bizantino e vi rimase anche quando il resto del Veneto fu assoggettato ai Longobardi.
Testimonianza della vita lagunare di allora è una lettera che Cassiodoro indirizza ai responsabili della Venezia marittima. Il noto letterato si dilunga a un certo punto, sulla descrizione del posto: la gente, indipendentemente dall'estrazione sociale, si ciba essenzialmente di pesce; tra le attività principali, spicca l'industria del sale, prodotto che viene utilizzato persino come merce di scambio; ogni famiglia possiede una barca che utilizza sovente negli spostamenti, analogamente ai cavalli in terraferma; le costruzioni "ricordano i nidi di uccelli marini", costruite tra i canneti o addirittura galleggianti sull'acqua.

## Geografia
È collegata al mar Adriatico da tre bocche di porto. Nell'ordine, da nord:
1. Lido-San Nicolò,
2. Malamocco,
3. Chioggia.

Essendo situata all'estremità di un mare chiuso, la laguna è soggetta a grandi escursioni del livello delle acque, le più vistose delle quali (soprattutto nei periodi autunnali e primaverili) provocano fenomeni come l'acqua alta, che allaga periodicamente le isole più basse, o l'acqua bassa, che rende talvolta impraticabili i canali meno profondi. Per agevolare la navigazione, i canali lagunari sono segnalati attraverso file di pali: le bricole. Si affaccia sulla laguna nella sua parte centrale la Riviera del Brenta.
L'accesso al mare in futuro dovrebbe essere regolato dalle colossali opere del progetto MOSE.

### Geografia umana
Nella zona centro-settentrionale della laguna sorge la città di Venezia, a 4 km dalla terraferma e a 2 km dal mare aperto. Si estende inoltre ampiamente sull'immediata terraferma con la conurbazione di Mestre-Marghera-Favaro Veneto. All'estremità meridionale sorge invece la città di Chioggia, mentre all'estremità orientale i piccoli centri compresi nel comune di Cavallino-Treporti, lungo il litorale del Cavallino.
A marzo 2008, nel centro storico di Venezia si contavano 60 680 abitanti e nelle isole dell'estuario 30 568. Se a questi si aggiungono gli abitanti del centro storico di Chioggia (circa 20 000), si può arrivare a dire che sulle isole della Laguna vivono grossomodo 110 000 abitanti. Non si tiene però conto dei 10 000 abitanti del comune di Cavallino-Treporti, dei quali una buona parte vivono a tutti gli effetti in Laguna.
Gli abitanti della Laguna vivono dunque in massima parte nei centri storici di Venezia e Chioggia. Secondo l'ultimo censimento dell'ISTAT, le isole abitate sono il litorale del Lido (17 848 ab.), Murano (4 968), Pellestrina (4 471) Burano (3 267), Sant'Erasmo (771), Mazzorbo (364), le Vignole (69), Torcello (25), Mazzorbetto (10) e San Clemente (1). A San Giorgio Maggiore, San Lazzaro degli Armeni, San Michele e San Francesco del Deserto, ospitanti conventi, vi sono rispettivamente 11, 22, 11 e 9 residenti.

### Suddivisione amministrativa
La Laguna di Venezia ricade quasi interamente nel territorio della città metropolitana di Venezia (già provincia di Venezia) e si suddivide essenzialmente tra i comuni di Venezia, Cavallino-Treporti e Chioggia.
Parti ricadono però nei comuni di Jesolo, Quarto d'Altino, Mira, Campagna Lupia, Musile di Piave e Codevigo (quest'ultimo in provincia di Padova). Sulle acque lagunari hanno giurisdizione anche altri enti pubblici, quali le Capitanerie di Porto di Venezia e di Chioggia.

### Isole

#### Isole maggiori

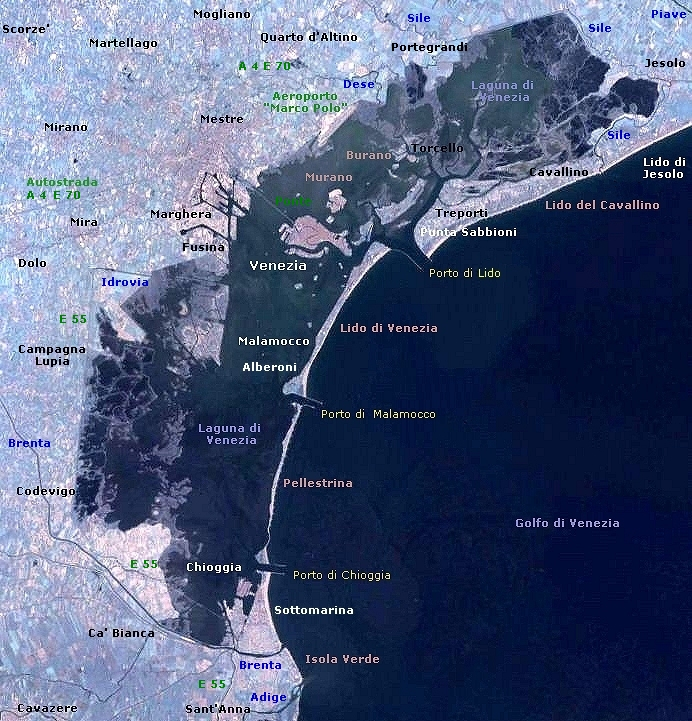
La Laguna vista da satellite

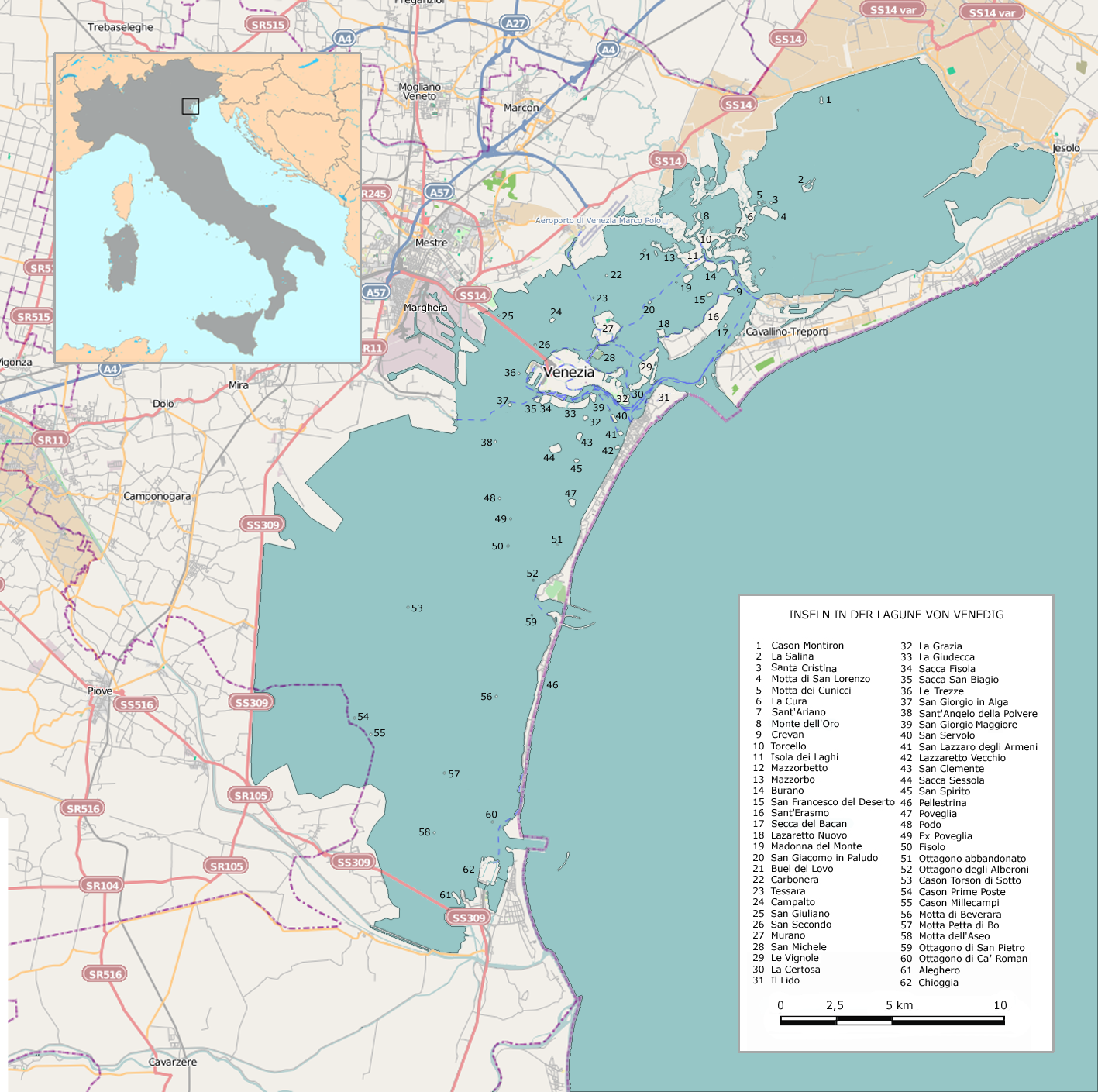
Le isole della Laguna

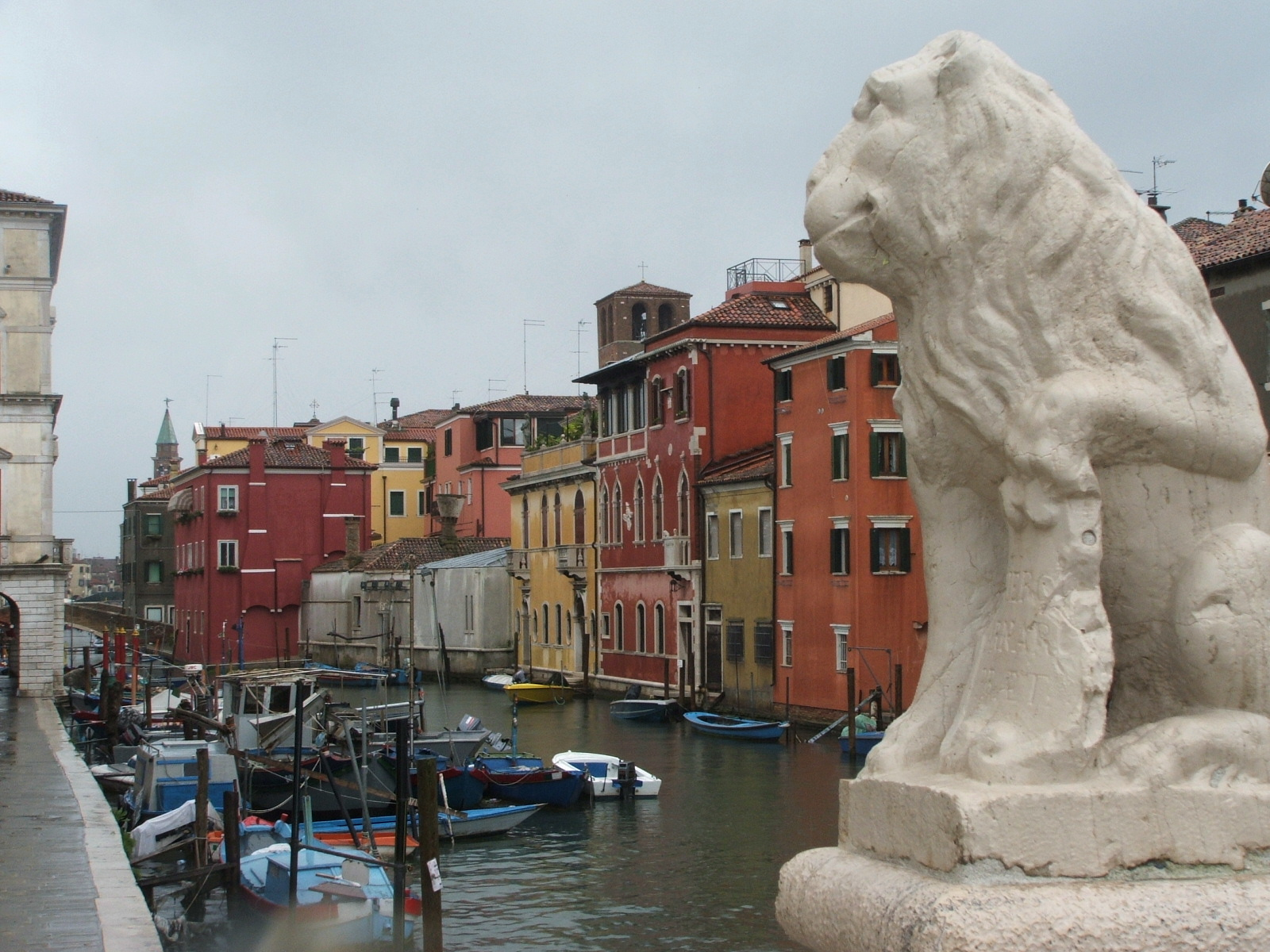
Una delle quattro statue di leone che decorano il Ponte Vigo si staglia sullo sfondo del Canal Vena, a Chioggia

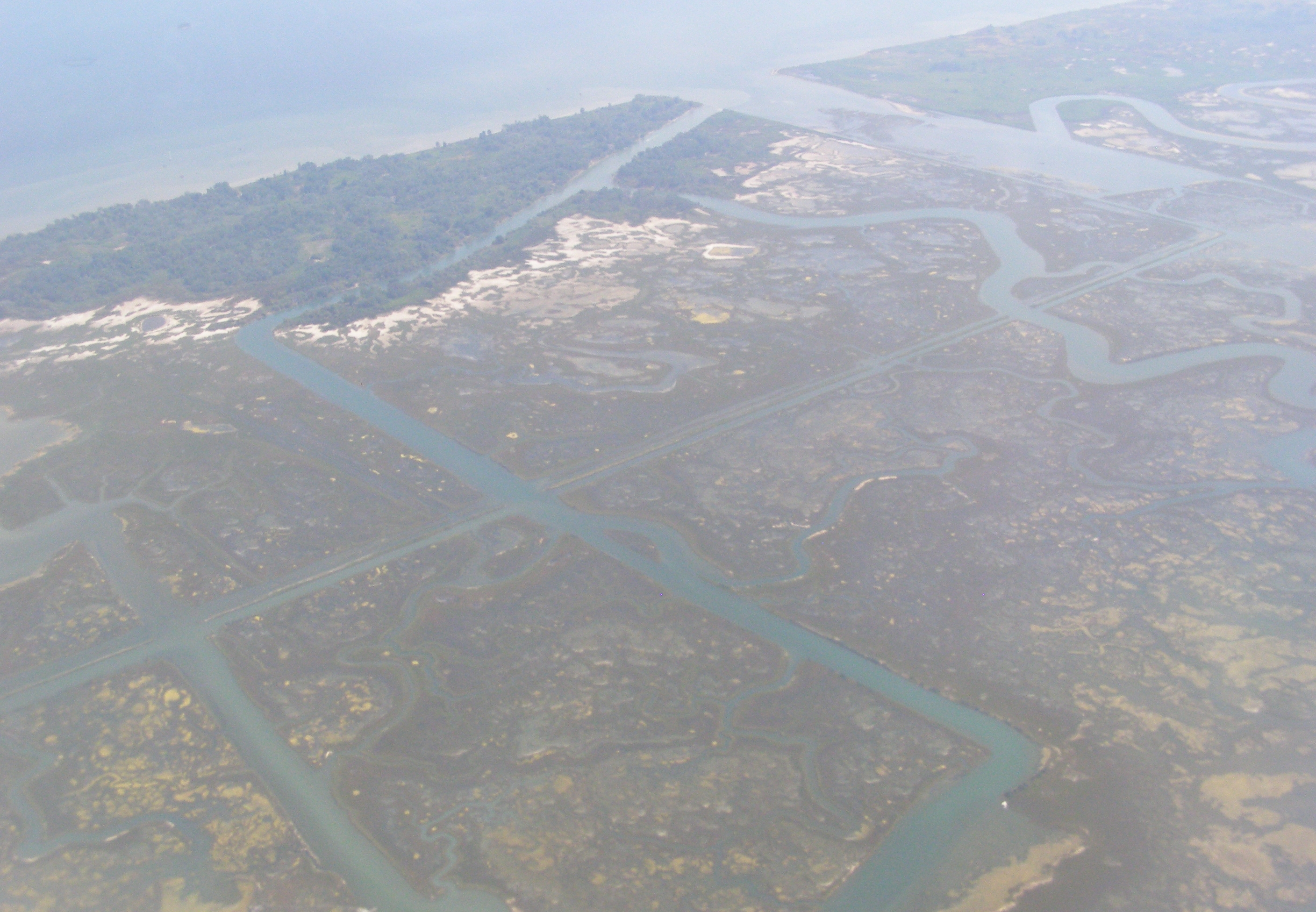
Casse di colmata

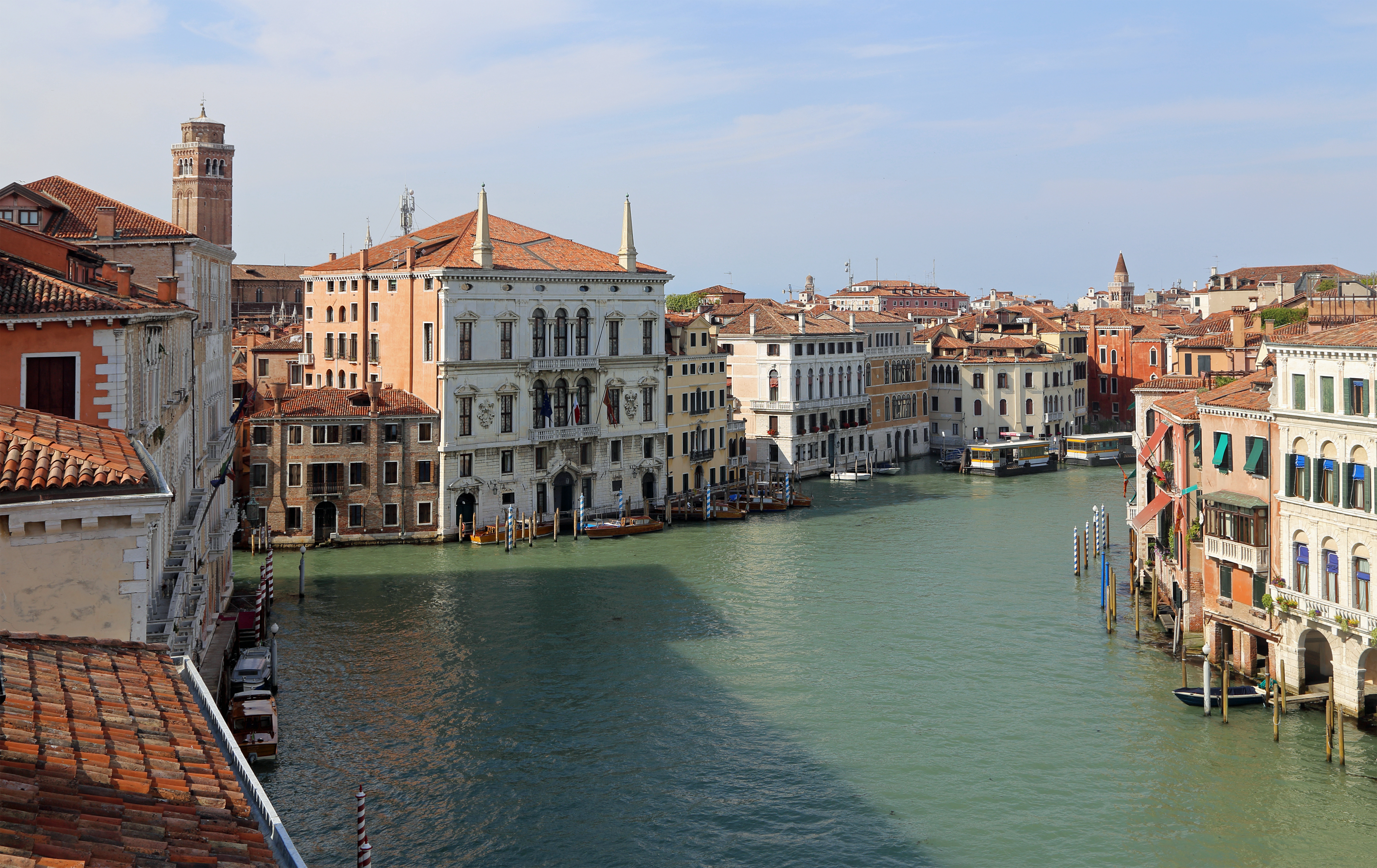
Venezia

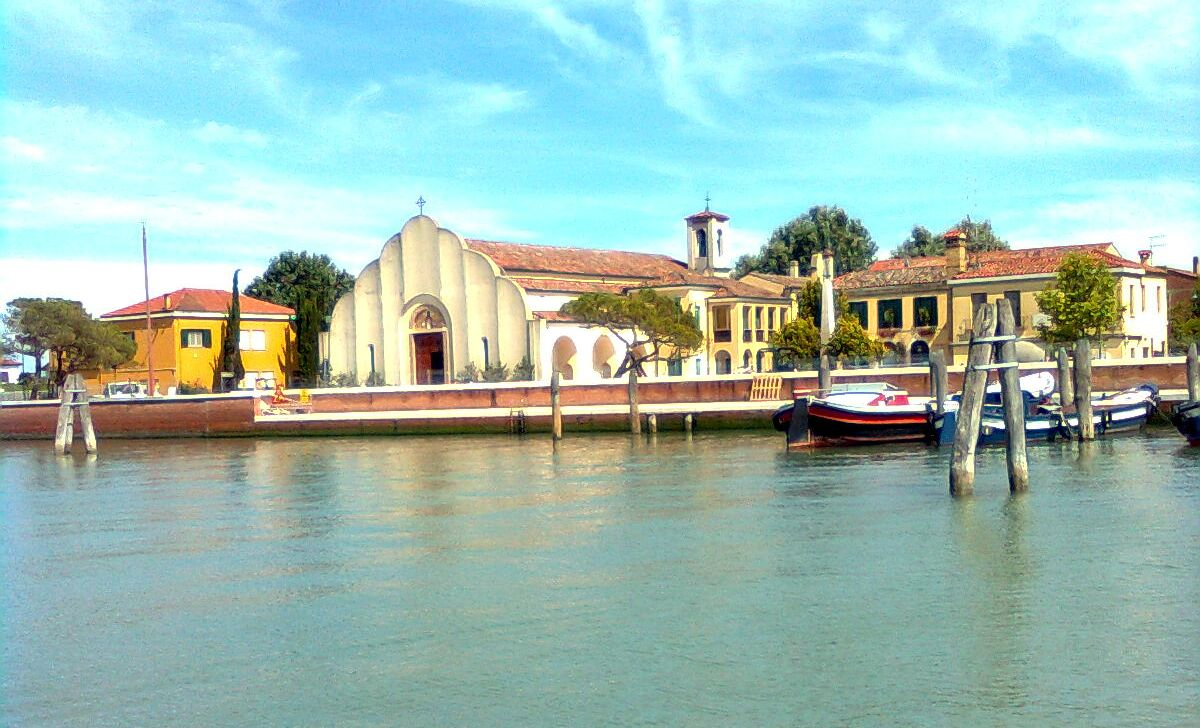
Sant'Erasmo

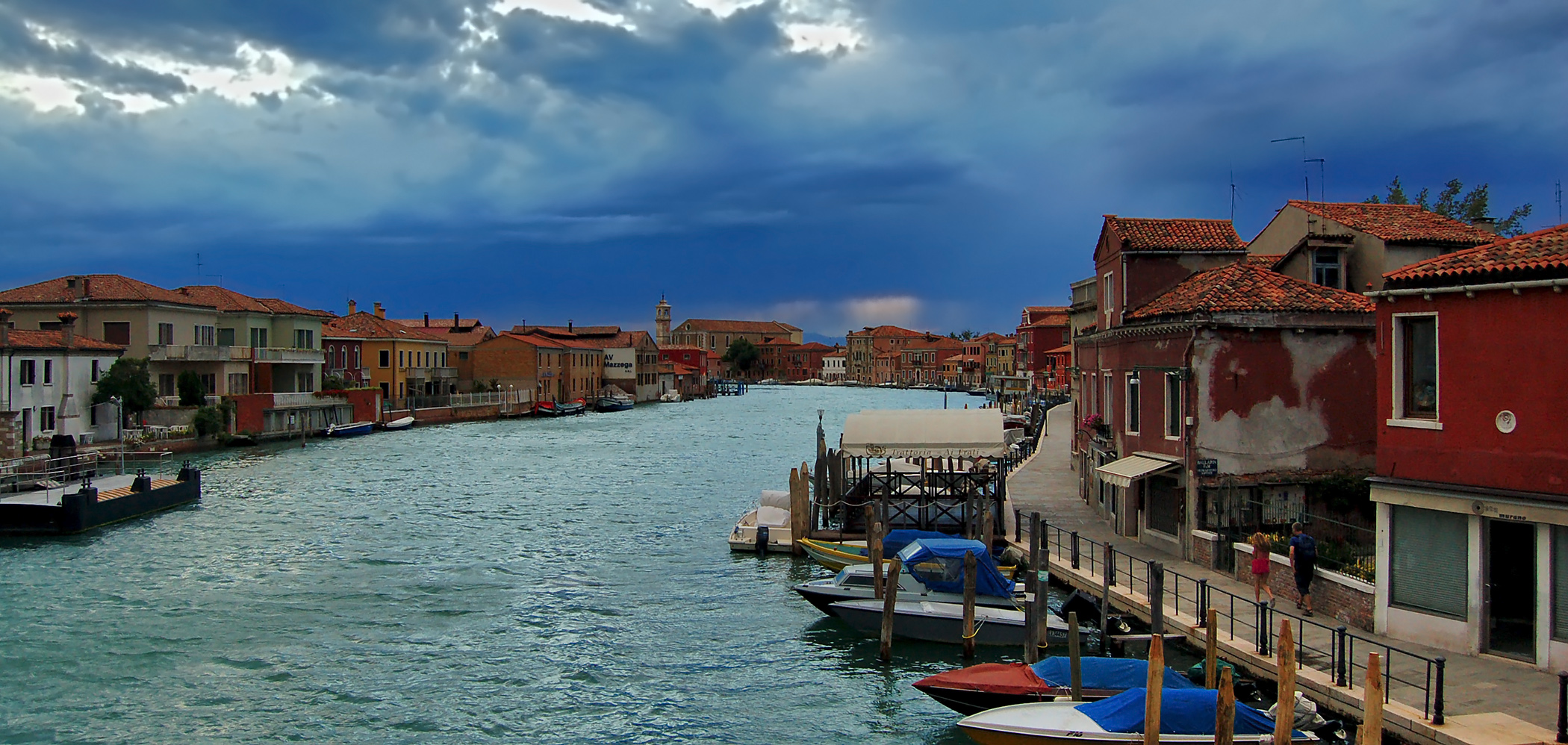
Murano

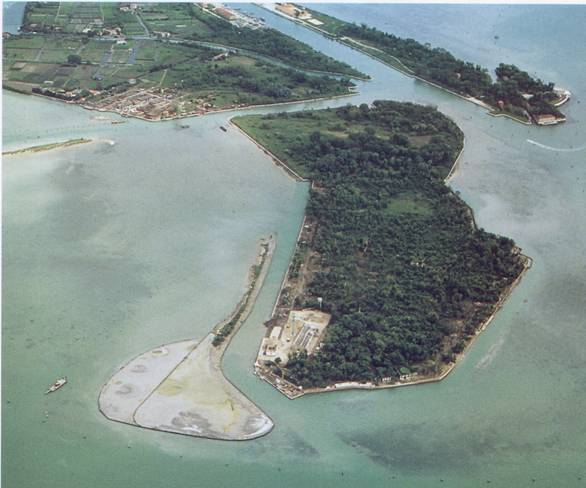
Vignole

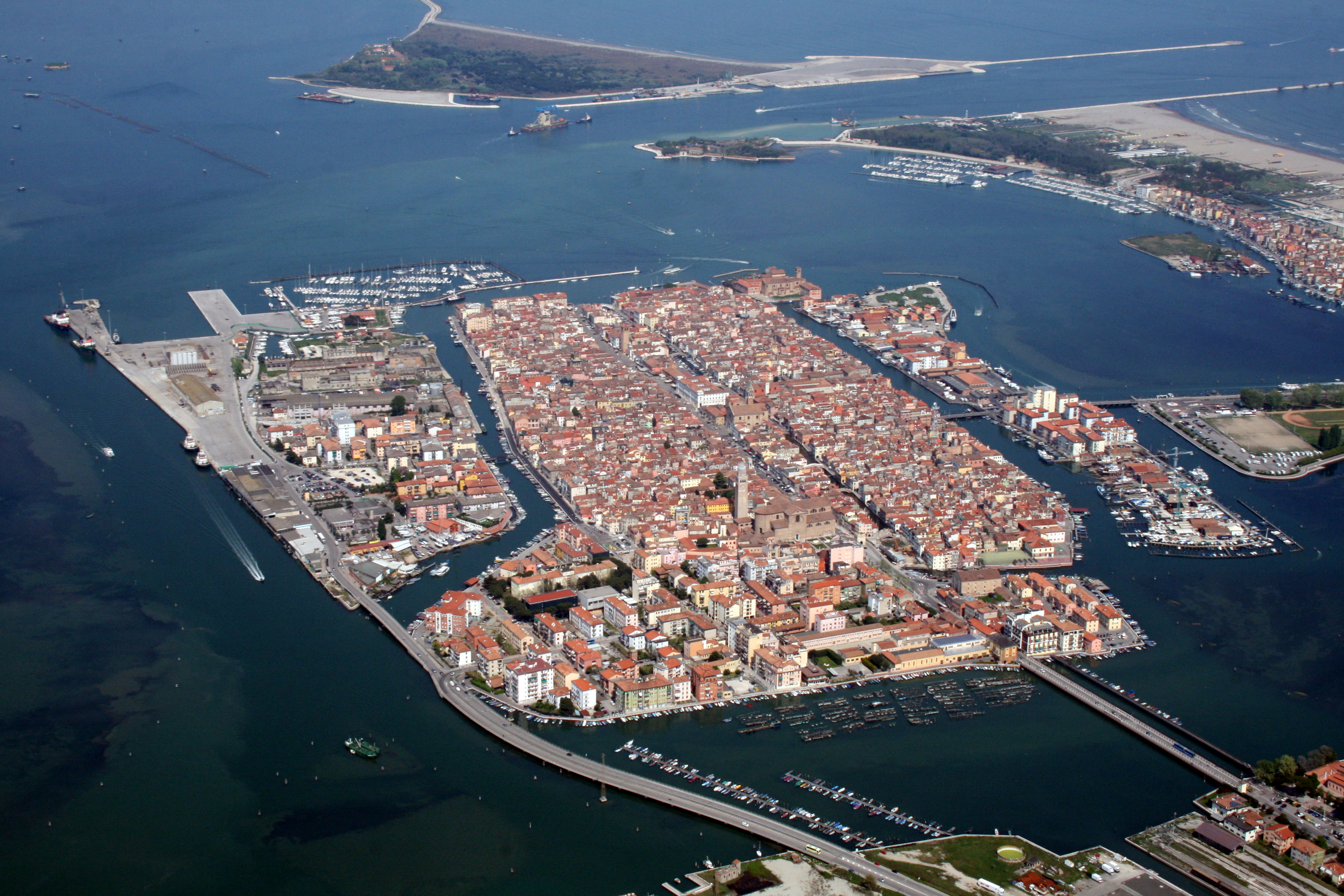
Chioggia

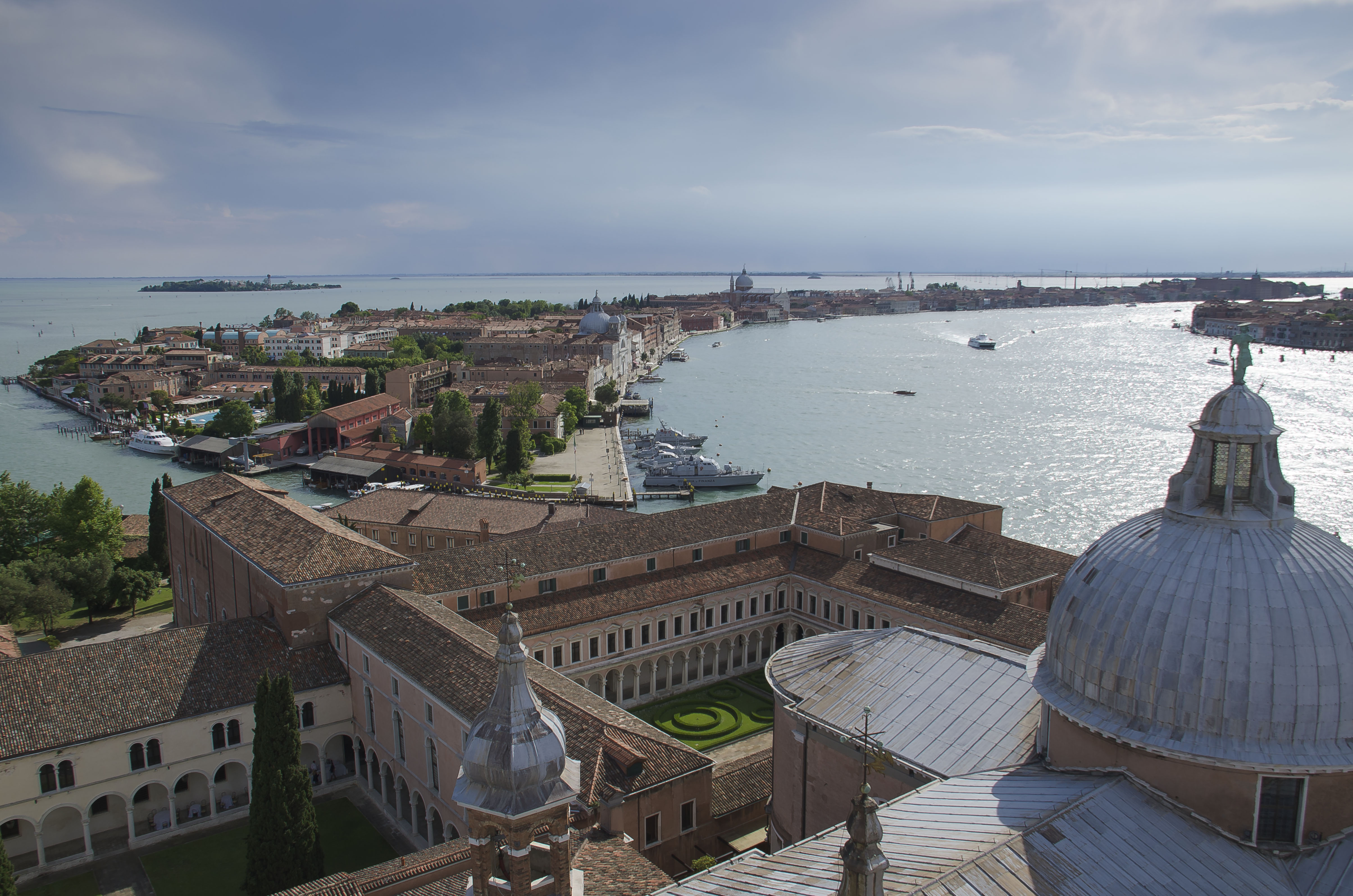
Giudecca

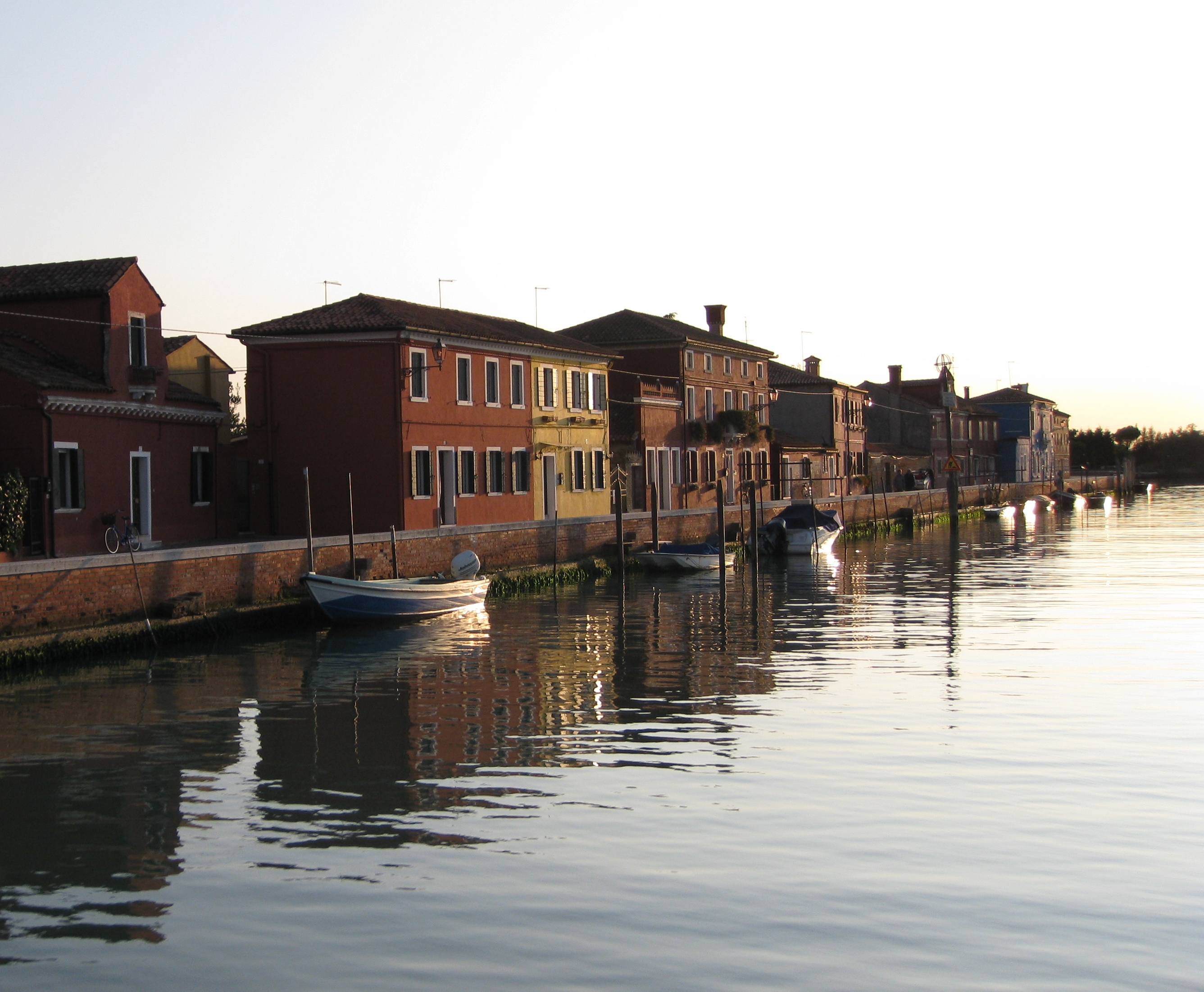
Mazzorbo

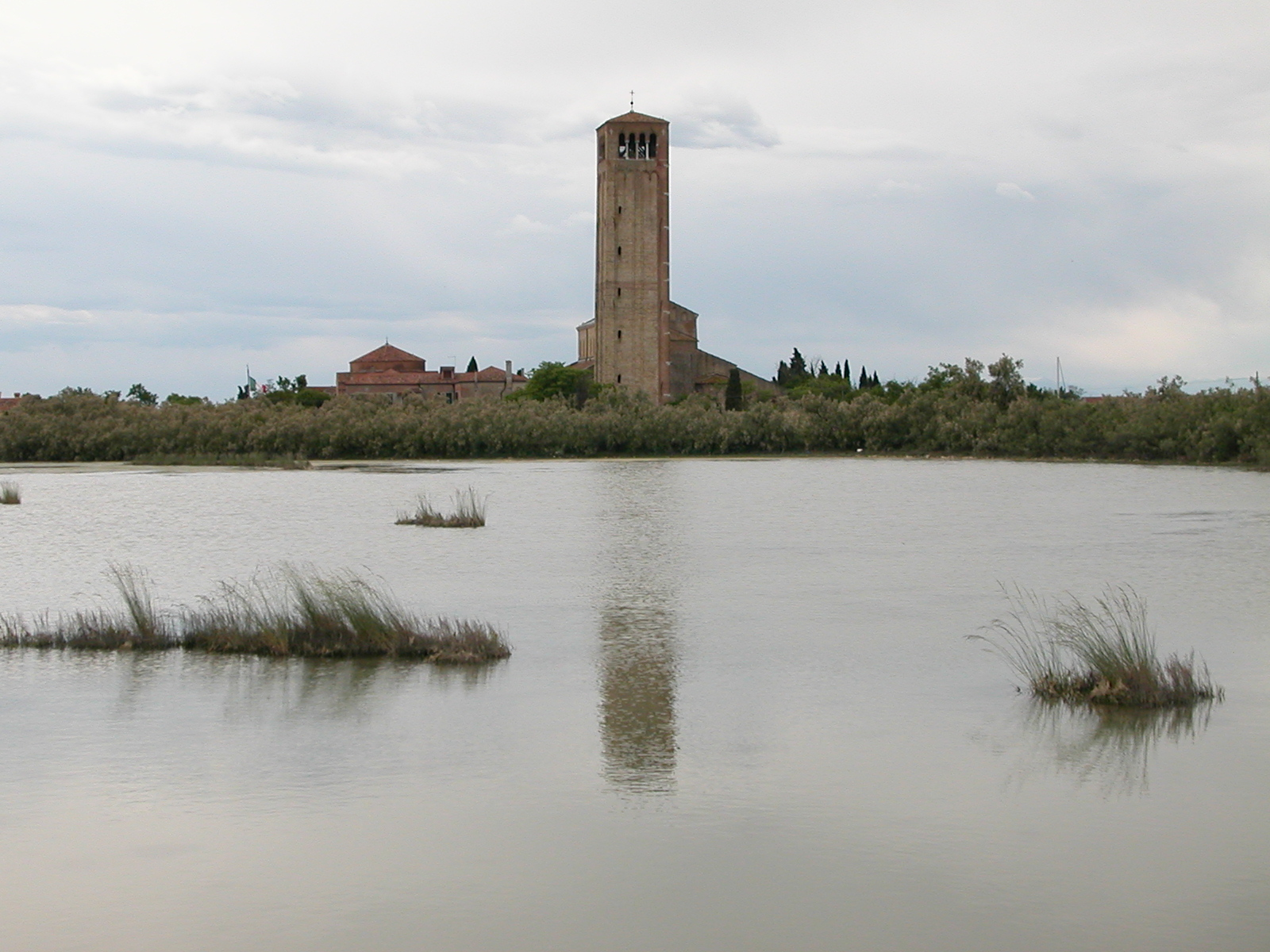
Torcello

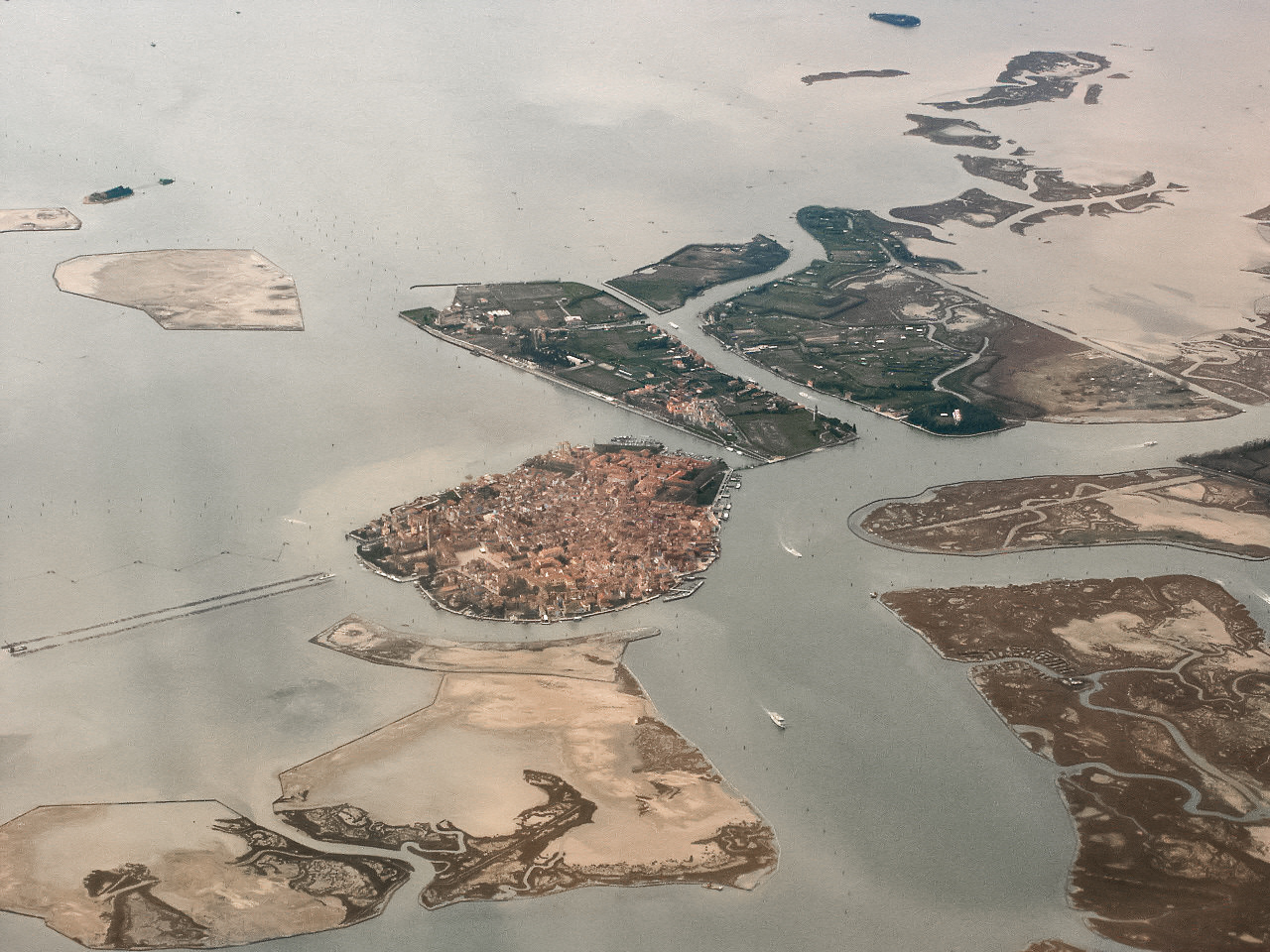
Burano

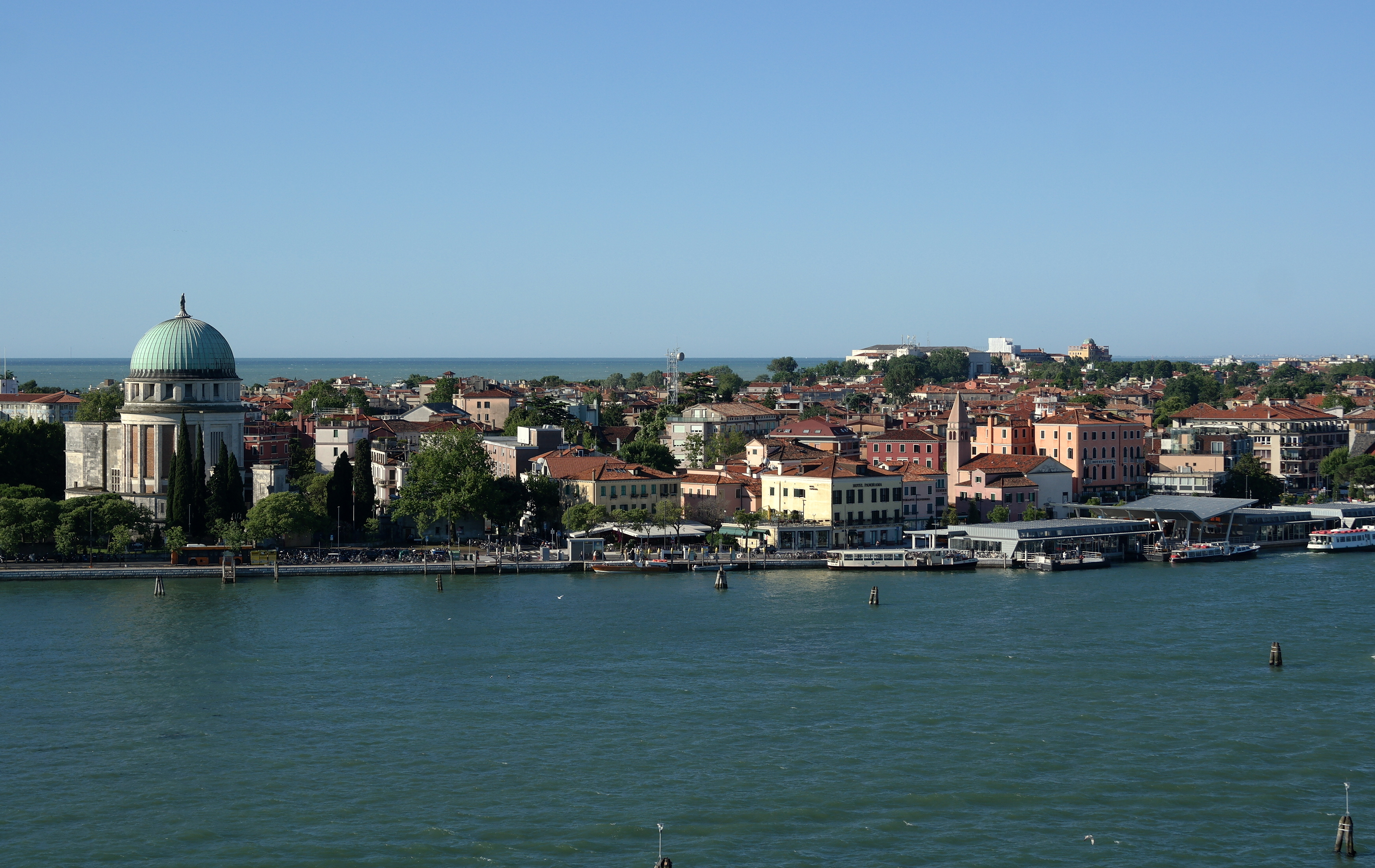
Lido di Venezia

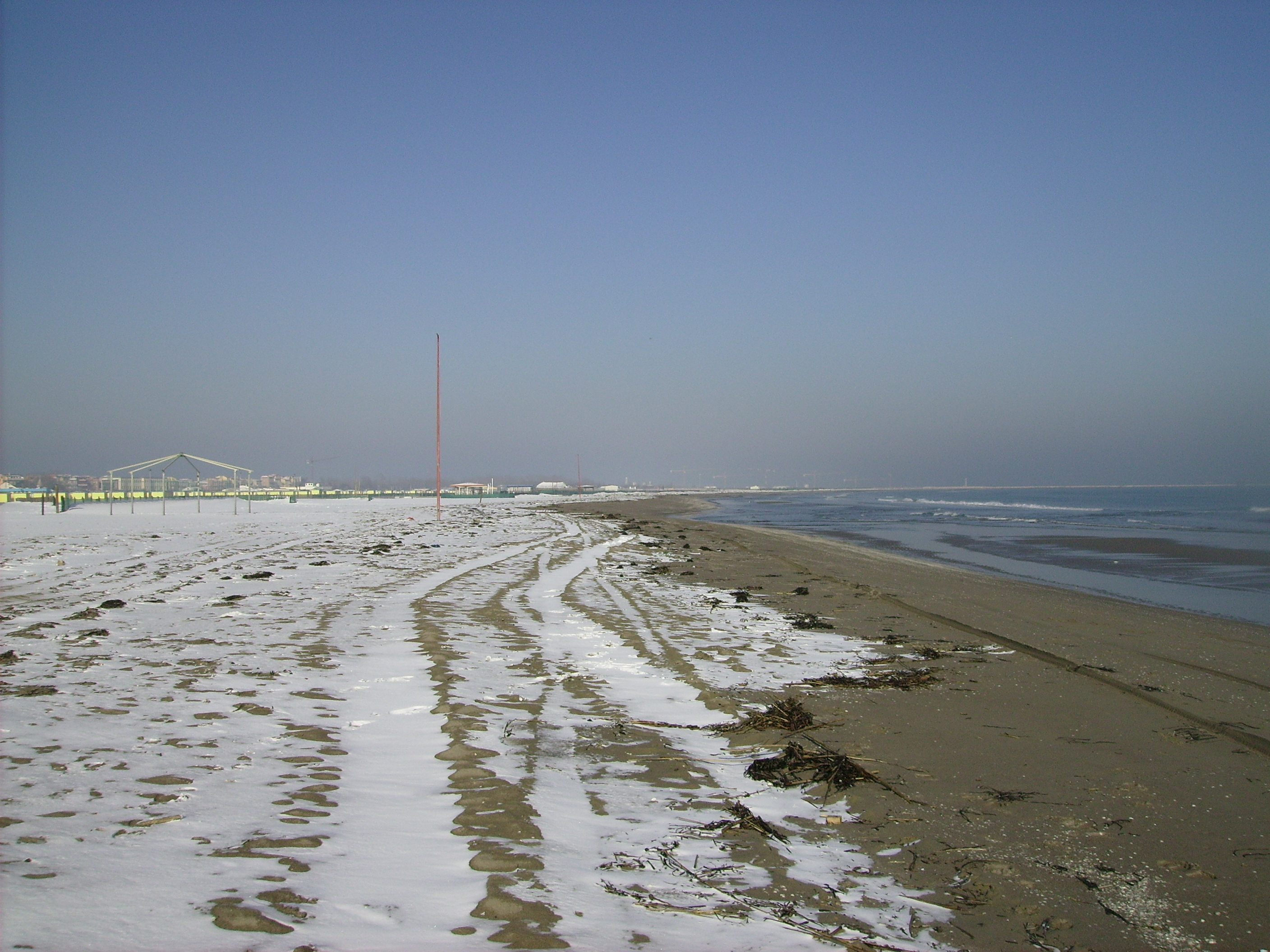
Sottomarina

| Isola            | Superficie in ettari |
| ---------------- | -------------------- |
| Casse di colmata | 1154,52              |
| Venezia          | 516,53               |
| Sant'Erasmo      | 325,73               |
| Murano           | 117,16               |
| Vignole          | 69,20                |
| Chioggia         | 66,53                |
| Giudecca         | 58,90                |
| Mazzorbo         | 51,79                |
| Torcello         | 44,17                |
| La Certosa       | 24,20                |
| Burano           | 21,08                |

### Litorali
| Litorali        | Superficie in ettari |
| --------------- | -------------------- |
| Lido di Venezia | 400                  |
| Pellestrina     | 200                  |
| Sottomarina     | 1000                 |

### Isole minori della Laguna Nord
| Isola                     | Superficie in ettari |
| ------------------------- | -------------------- |
| San Michele               | 15,95                |
| Santa Cristina            | 13,62                |
| Lazzaretto Nuovo          | 8,72                 |
| Isola dei Laghi           | 8,50                 |
| La Cura                   | 8,13                 |
| La Salina                 | 5,34                 |
| San Francesco del Deserto | 3,68                 |
| Sant'Ariano               | 2,57                 |
| San Giacomo in Paludo     | 1,25                 |
| San Secondo               | 1,21                 |
| Motta di San Lorenzo      | 0,61                 |
| Madonna del Monte         | 0,54                 |
| Motta dei Cunici          | 0,53                 |
| Crevan                    | 0,37                 |
| Monte dell'Oro            | 0,13                 |
| Sant'Andrea               |                      |
| Mazzorbetto               |                      |

### Isole minori della Laguna Centro-Sud
| Isola                     | Superficie in ettari |
| ------------------------- | -------------------- |
| Tronchetto                | 18,43                |
| Sacca Fisola              | 18,07                |
| Sacca Sessola             | 15,64                |
| San Giorgio Maggiore      | 9,98                 |
| Poveglia                  | 7,51                 |
| San Clemente              | 6,74                 |
| San Servolo               | 4,84                 |
| Santa Maria della Grazia  | 3,81                 |
| San Lazzaro degli Armeni  | 3,27                 |
| Lazzaretto Vecchio        | 2,58                 |
| Santo Spirito             | 2,38                 |
| San Giorgio in Alga       | 1,51                 |
| Sant'Angelo della Polvere | 0,52                 |
| Spignon                   | 0,02                 |
| Motte di Volpego          |                      |
| Sacca San Biagio          |                      |

### Isole fortificate
- Batterie:

| Isola                | Superficie in ettari | Collocazione |
| -------------------- | -------------------- | ------------ |
| Campalto             | 2,92                 | Laguna Nord  |
| Buel del Lovo        | 0,65                 | Laguna Nord  |
| Tessera              | 0,63                 | Laguna Nord  |
| Carbonera            | 0,59                 | Laguna Nord  |
| Campana o Podo       | 0,59                 | Laguna Sud   |
| Ex Poveglia          | 0,57                 | Laguna Sud   |
| Trezze               | 0,52                 | Laguna Sud   |
| Fisolo               | 0,48                 | Laguna Sud   |
| Ottagono San Pietro  | 0,33                 | Laguna Sud   |
| Ottagono Abbandonato | 0,30                 | Laguna Sud   |
| Ottagono Poveglia    | 0,28                 | Laguna Sud   |
| Ottagono Alberoni    | 0,25                 | Laguna Sud   |
| Ottagono Ca' Roman   | 0,20                 | Laguna Sud   |

### Isole scomparse
- Ammiana
- Costanziaco
- San Marco in Boccalama
- Vigilia
- La Caderna

A proposito delle modifiche naturali avvenute nella laguna di Venezia nel corso dei millenni, secondo il Rivio, al secolo l’avvocato inglese Thomas Ryves, del quale non conosciamo però le antiche fonti, nella laguna di Venezia si scorgevano settanta isole, delle quali le principali erano: 
- Rialtus (isola così chiamata perché antistante la foce di un antico ramo del fiume Brenta chiamato, oltre che Una, anche Prialto. Il Sabellico la chiama però Rivumaltum, ossia "Canale terroso");
- Caprulae ("Caprioli");
- Equitium ("Mandria equina");
- Metamaucum (perché antistante alla foce del Rivus Medoacus, poi Brenta. Il Dandolo la chiama Mathemaucum);
- Albiola ("Bianchina");
- Philistina (perché antistante alla foce dei canali detti Fossiores Philistinae o anche Rivus Tartarus; poi Palaestrina in Andrea Dandolo. Oggi è Pellestrina);
- Fossa Clodia (perché antistante alla foce del Canale Claudio; è successivamente diventata nota come Chioggia);
- Turcellum (da Turricellum, cioè "torricella"; è successivamente diventata Torcello);
- Maiorbium;
- Boreanum (cioè "Isola settentrionale", è successivamente diventata Burano);
- Amianum;
- Constantiacum;
- Amorianum (è poi nel Medioevo diventata Murianum e infine l'odierna Murano);

#### Isole e località minori
- Castratia (evidentemente perché una volta fortificata);
- Castropuntium (come sopra);
- Vigilia (cioè "Isola di guardia");
- Marcelliana;
- Centenaria ("Centesima isola");
- Mussiones (Musiones, cioè "Isola dei gatti");
- Barbaria ("Isola in cui risiedono stranieri");
- Brentillae (perché antistante alla foce di un antico ramo fluviale del fiume Brenta chiamato appunto Brentilla);
- Babiae o Baebiae;
- Caput aggeris (cioè "Estremità dell'argine");
- Brondulus.

La frequenza con cui i nomi delle isole richiamano foci di rami fluviali fanno capire come esse siano di origine alluvionale, cioè formatesi nei millenni con i depositi dei detriti che quei corsi d’acqua trascinavano, e come in un tempo, appunto lontano, l'odierna laguna marina fosse stata tanto più terrosa e paludosa - non a caso infatti per la vicinanza della città di Adria era chiamata dagli antichi romani Paludes Hadrianae - da permettere ai tanti corsi d’acqua della regione di percorrerla, andando a sfociare quindi molto più avanti di quanto quelli superstiti facciano oggi. L’instabilità e la potenziale mutevolezza della conformazione territoriale lagunare sono significate dal Rivio laddove dice che le isole minori per la maggior parte non avevano nome (nomine carentes insulae):
Egli, a giudicare dagli imperfetti che usa, sembra aver personalmente veduto le isole della laguna di Venezia, anche se poi nel suo libro vuole riportarne i nomi antichi e non quelli di santi ormai già da molti secoli in uso al suo tempo.

## Geologia

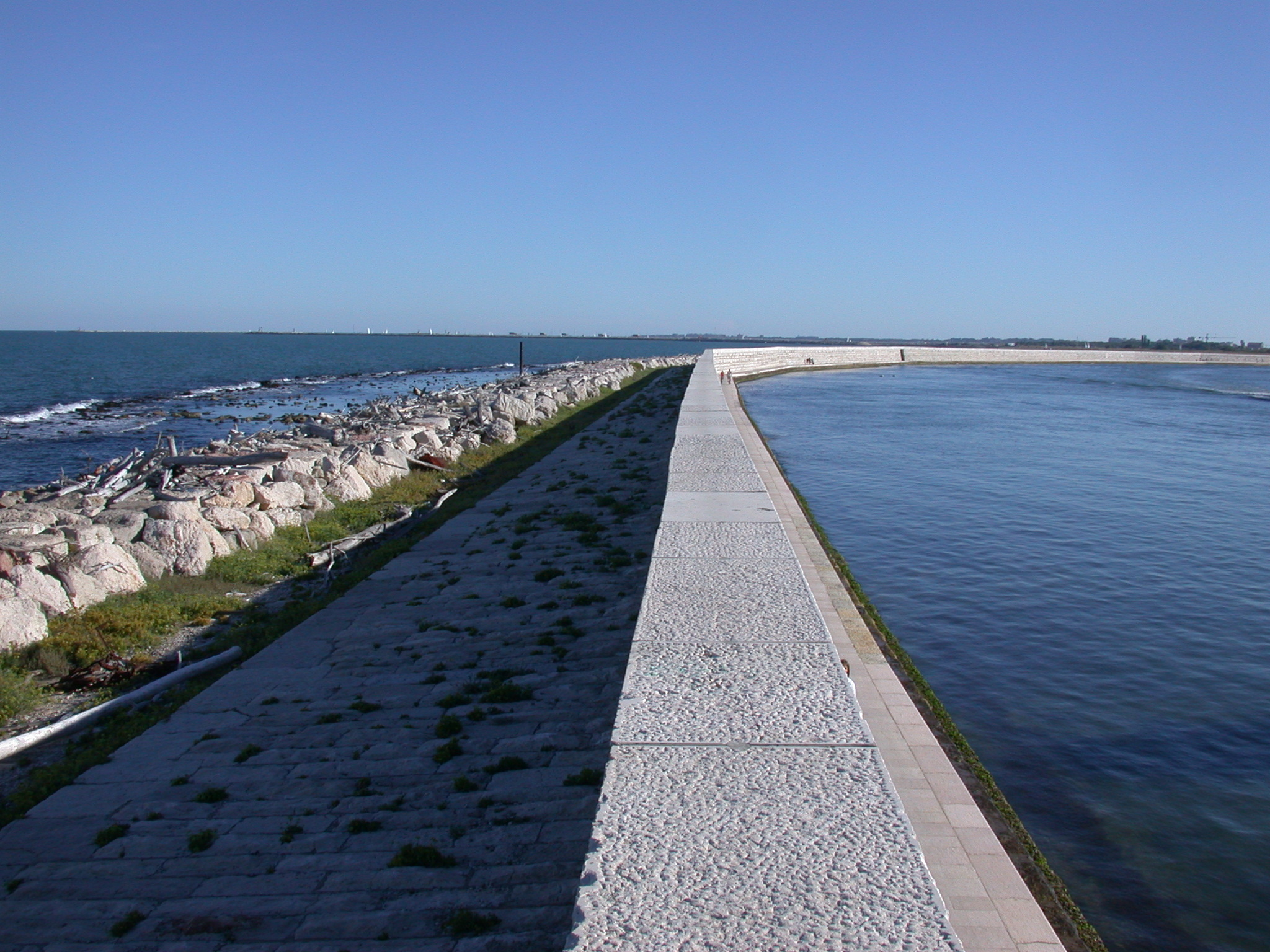
I murazzi tra Pellestrina e Ca' Roman

L'attività umana ha profondamente modificato l'aspetto e l'equilibrio idro-geografico della laguna, fin dall'epoca dei primi insediamenti: nel corso dei secoli le bocche di porto, inizialmente più numerose, sono state ridotte alle attuali tre, i cordoni sabbiosi (i lidi) che separavano la laguna dal mare sono stati rinforzati e stabilizzati con le poderose opere dei Murazzi (lunghissime dighe settecentesche in pietra d'Istria poste a difesa del perimetro esterno lagunare), mentre le foci dei fiumi Sile, Piave e Brenta sono state deviate al di fuori della gronda lagunare per prevenirne l'interramento. Questo ha spesso compromesso l'antico equilibrio, comportando anche la decadenza di numerosi centri abitati, quali Torcello, Costanziaco e Ammiana.
Ancora oggi la laguna fornisce un'ottima base per il porto di Venezia (commerciale e industriale) e per quello di Chioggia (commerciale e peschereccio) e per l'Arsenale della Marina Militare e per diverse attività riguardanti la cantieristica navale (a Venezia, Marghera, Chioggia e Pellestrina), oltre che la cantieristica minore e da diporto.
La laguna è un ecosistema complesso e abbastanza distinto da quello del mare aperto (non mancano comunque visite inusuali come quelle del delfino) e è inoltre un ambiente adatto per la pesca, oltre che per una quantità limitata di caccia e per la nuova industria dell'allevamento ittico. Tipiche abitazioni della laguna sono tuttora i casoni, costruzioni in legno e canne di palude, utilizzati come rifugio per i pescatori che un tempo vivevano in queste zone.
Alcune delle isole più piccole sono interamente artificiali, mentre gran parte delle aree attorno al porto di Marghera sono esito di massicce attività di bonifica. Sabbiose sono invece le grandi isole della striscia costiera (Lido, Pellestrina e Treporti). Le isole rimanenti sono in pratica degli affioramenti più o meno consistenti e più o meno stabili denominate barene, motte o velme.

## Ecologia

### Ecosistema

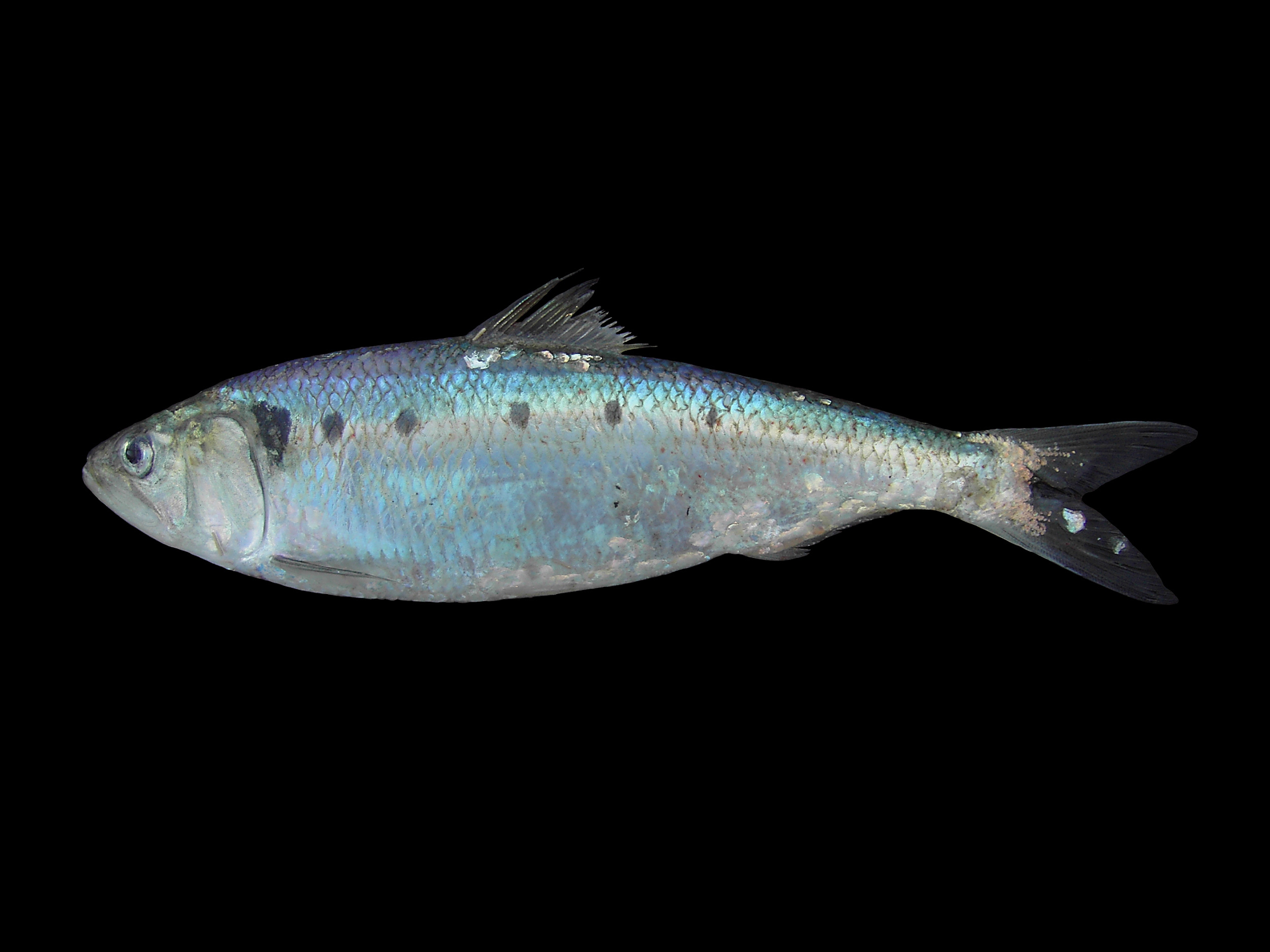
Pesce della laguna

L'ambiente della laguna è un territorio umido di grande interesse naturalistico, ecologico e commerciale. L'alto numero di specie ittiche, insolito per uno specchio d'acqua a fondale sabbioso, è dovuto alla complessità del territorio lagunare, formato da foci fluviali, bassi fondali (fino ad un massimo di 10 metri), barene, isole, canali artificiali e bocche di porto. La salinità dell'acqua varia dal 27‰ al 34‰ , con picchi più alti o più bassi secondo le stagioni, così come la temperatura.

### Erosione
La progressiva erosione della laguna, processo che comporta la scomparsa di ampie superfici coperte da velme e barene e, in generale, l'abbassamento dei fondali e il livellamento delle differenze morfologiche interne, associato a una costante perdita di sedimenti dalle bocche di porto ben superiore agli input dal bacino scolante, e l'inquinamento conseguente alla città, al porto e alle immissioni d'acqua dal bacino scolante, sono solo alcuni dei problemi che assillano questo ecosistema unico al mondo, riconosciuto dall'UNESCO insieme alla città, Patrimonio dell'Umanità. Alcuni dei fattori che hanno aggravato il processo erosivo della laguna sono l'ampliamento delle bocche di porto e lo scavo del canale di Malamocco-Marghera. L'aumentato afflusso di acqua ha aumentato le correnti e di conseguenza anche i quantitativi di sedimenti strappati alla laguna e riversati in mare.
D'altra parte il progetto MO.S.E. per la costruzione di una sorta di diga mediante l'innalzamento di paratoie mobili flottanti dinanzi alle tre uscite verso il mare, allo scopo teorico di contrastare i fenomeni estremi di inondazione che vanno sotto il nome di acqua alta, costituisce un ulteriore fattore di rischio ambientale per la laguna, limitando in fase operativa il ricambio di ossigeno del corpo idrico, già molto limitato.

### Inquinamento

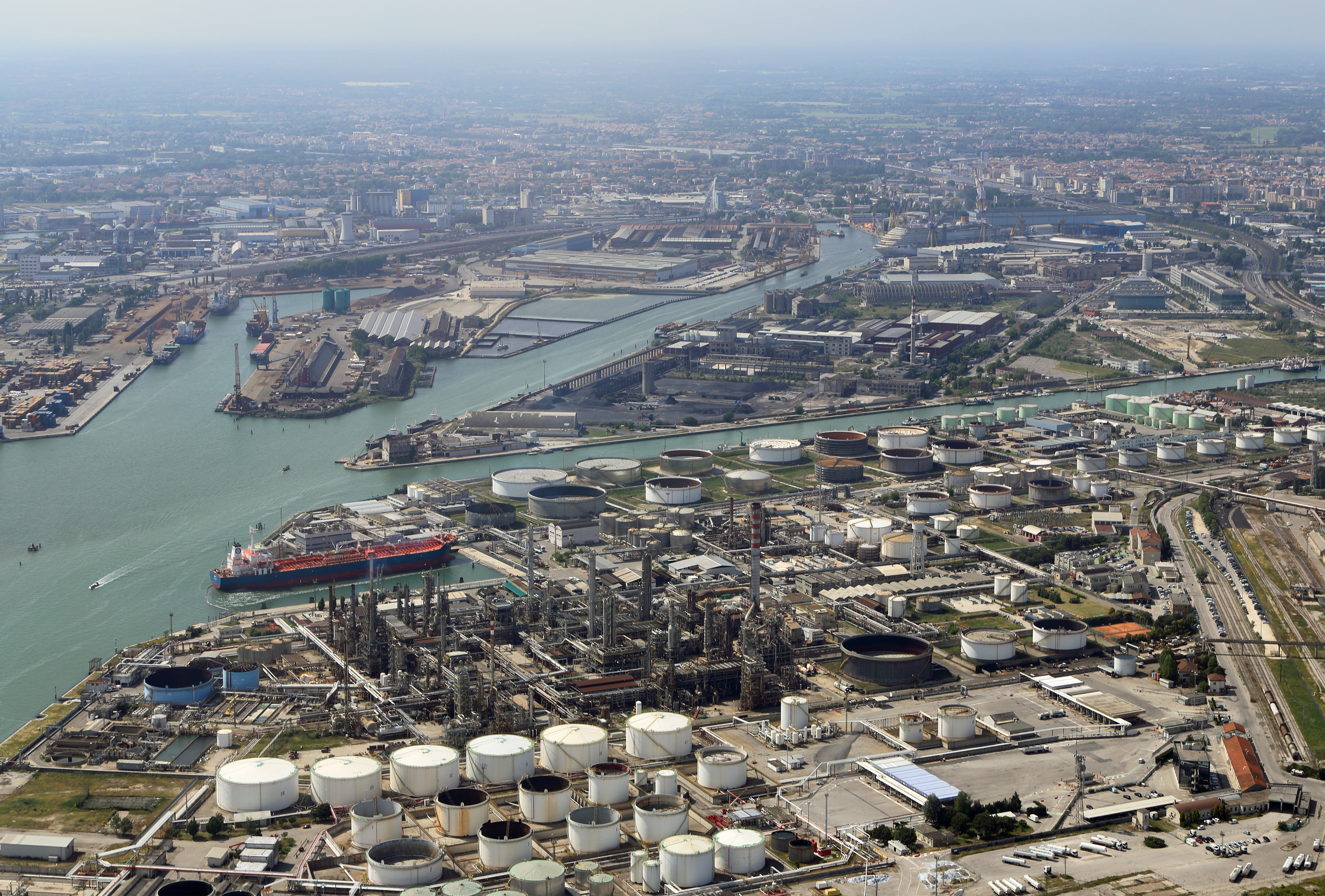
Porto Marghera

La zona di porto Marghera ha visto negli anni la creazione di un'ampia zona industriale (30 000 occupati nel 1983) con la creazione di industrie pesanti quali cantieristica navale, centrali termoelettriche, industrie di fertilizzanti e impianti petrolchimici. Il traffico marittimo (circa 400 navi) rappresenta più di 10 milioni di tonnellate di prodotti petroliferi, di cui 5,8 milioni di tonnellate di greggio. Per molti anni, prima di severe normative ambientali, gli scarichi sono sempre pervenuti in laguna senza trattamenti preliminari a causa di ritardi tecnologici ed elevati costi.
Nel 1983 ad esempio la laguna risultava nel complesso moderatamente inquinata. In particolare si riscontrava una presenza elevata di metalli pesanti nella sua porzione centrale, con concentrazioni critiche di mercurio, rame, cadmio e piombo ma non di nichel, cromo e cobalto. Gli indicatori dell'inquinamento organico mostravano una COD elevata nella porzione sud-ovest e inusualmente bassa nella zona centrale, mentre la distribuzione di azoto totale risultava massima e a livelli fuori norma a sud-ovest e a nord-est.

### Il problema delle maree a Venezia

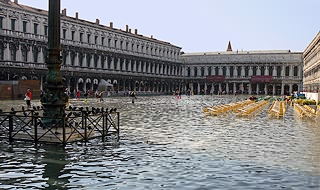
Acqua alta a Piazza San Marco

Nel corso della storia recente e no, la laguna Veneta è stata oggetto di inondazioni. La più devastante avvenne il 4 novembre 1966, con acqua alta 1,94 m solo nel capoluogo Venezia e sfollati nella vicina isola di Pellestrina. Di rilievo anche un'altra inondazione, avvenuta il 12 novembre 2019 sempre a Venezia e dintorni, raggiungendo il picco massimo di marea di 1,87 m, provocando disagi nel capoluogo e isole vicine, per via del forte maltempo.